# Lothar Warneke
Lothar Warneke (* 15. September 1936 in Leipzig; † 5. Juni 2005 in Potsdam) war ein deutscher Filmregisseur und Drehbuchautor.

## Leben
Als Sohn eines kaufmännischen Angestellten in Leipzig geboren, studierte Lothar Warneke von 1954 bis 1959 Theologie an der Karl-Marx-Universität Leipzig. Danach trat der Vikar aus der Kirche aus. Von 1960 bis 1964 studierte Warneke Regie an der damaligen Deutschen Hochschule für Filmkunst in Potsdam-Babelsberg. Nach Regie-Assistenzen im DEFA-Studio für Spielfilme bei Joachim Kunert, Egon Günther und Kurt Maetzig folgte 1968 in Co-Regie mit Roland Oehme die Kriminalgroteske Mit mir nicht, Madam!.
Bereits sein erster selbstständiger Film Dr. med. Sommer II (1969) zeigte Warnekes Stil der dokumentarisch gefilmten Szenen aus dem DDR-Alltag. Seine folgenden Filme Es ist eine alte Geschichte (1972, konfliktreiche Liebe unter Medizinstudenten) und Leben mit Uwe (1973, Konflikte zwischen Ehe und Beruf bei einem Wissenschaftler-Ehepaar) waren ähnlich gelagert, aber weniger erfolgreich. Nach dem Gegenwartsfilm Die unverbesserliche Barbara (1976) folgte Warnekes einziger historischer Film Addio, piccola mia (1979, über Georg Büchner – nach einem Szenarium von Helga Schütz).
Die Verfilmung von Brigitte Reimanns Roman Franziska Linkerhand unter dem Titel Unser kurzes Leben (1980) wurde auf Grund der unübersehbaren Kritik an der DDR-Gesellschaft mit Argwohn betrachtet. Das Drama Die Beunruhigung (1982), nach einem autobiographisch geprägten Szenarium von Helga Schubert, erzählt von einer krebskranken Frau. Dieser Film wurde zur Stärkung der authentischeren Wirkung in dokumentarischem schwarz-weiß gedreht. 1983 war er für die Regie des Films Martin Luther nach einer Buchvorlage von Helga Schütz angedacht worden. Der Film wurde aber aus ungeklärten Gründen nicht realisiert.
Zum größten Erfolg Lothar Warnekes wurde seine letzte Regiearbeit: Einer trage des anderen Last (1987) philosophiert im Rahmen einer in der DDR der 1950er Jahre angesiedelten Geschichte über das Verhältnis von Kommunisten zur Kirche. Für das vielfach ausgezeichnete Plädoyer für Toleranz erhielten die Hauptdarsteller den Silbernen Bären auf der Berlinale 1988.
Nach der Wende erhielt er keine Filmförderungen mehr für seine Projekte, lehrte aber weiterhin an der Filmhochschule Potsdam-Babelsberg. Er wohnte zuletzt im zur Gemeinde Niederer Fläming gehörenden Reinsdorf.
Bekannt war Warneke zudem für seine einmalige Filmkamerasammlung.

## Auszeichnungen
- 1971: Heinrich-Greif-Preis I. Klasse für Dr. med. Sommer II
- 1974: Kunstpreis der DDR
- 1977: Nationalpreis der DDR III. Klasse
- 1981: Kunstpreis des FDGB für Unser kurzes Leben im Kollektiv
- 1981: Spezialpreis des sowjetischen Verbandes bildender Künste beim Internationalen Filmfestival Moskau
- 1982: Preis für Regie, Publikumspreis „Großer Steiger“ für den wirkungsvollsten Film beim 2. Nationalen Spielfilmfestival der DDR für Die Beunruhigung
- 1983: Heinrich-Greif-Preis I. Klasse für Die Beunruhigung
- 1986: Großer Preis und Findlingspreis beim 4. Nationalen Spielfilmfestival der DDR für Blonder Tango
- 1988: Publikumspreis „Großer Steiger“ und Findlingspreis auf dem 5. Nationalen Spielfilmfestival der DDR für Einer trage des anderen Last …

## Filmografie
- 1964: Die Abenteuer des Werner Holt (Regie-Assistenz)
- 1965: Lots Weib (Regie-Assistenz)
- 1965: Das Kaninchen bin ich (Darsteller)
- 1965: Wenn du groß bist, lieber Adam (Regie-Assistenz)
- 1968: Mit mir nicht, Madam! (Regie, Darsteller)
- 1969: Dr. med. Sommer II (Regie, Drehbuch, Darsteller)
- 1972: Es ist eine alte Geschichte (Regie, Drehbuch)
- 1973: Das zweite Leben des Friedrich Wilhelm Georg Platow (Darsteller)
- 1974: Leben mit Uwe (Regie, Szenarium, Darsteller, Drehbuch)
- 1977: Die unverbesserliche Barbara (Regie, Drehbuch, Darsteller)
- 1979: Addio, piccola mia (Regie, Drehbuch, Darsteller)
- 1979: Glück im Hinterhaus (Darsteller)
- 1980: Solo Sunny (Darsteller)
- 1980: Unser kurzes Leben (Regie, Drehbuch)
- 1981: Die Beunruhigung (Regie, Drehbuch)
- 1983: Hommage à Hölderlin
- 1984: Eine sonderbare Liebe (Regie, Drehbuch, Darsteller)
- 1985: Blonder Tango (Regie, Drehbuch, Darsteller)
- 1987: Einer trage des anderen Last … (Regie, Drehbuch)
- 1992: Ich bin das achte Weltwunder – Marcello Cammi (Regie)
- 1993: Zwei Schicksale oder Eine kleine Königstragödie (Regie)
- 1997: Das 7. Jahr – Ansichten zur Lage der Nation (Regie)
- 1998: Die Brandenburger – Chronik eines Landes (Regie)